# Odrzywołek
Odrzywołek – wieś sołecka w Polsce, położona w województwie mazowieckim, w powiecie grójeckim, w gminie Belsk Duży.
| SIMC    | Nazwa     | Rodzaj    |
| ------- | --------- | --------- |
| 0614239 | Dobryszew | część wsi |

W latach 1975–1998 miejscowość administracyjnie należała do województwa radomskiego.
Przez wieś przebiega droga wojewódzka nr 728.